# Hong Kong Tennis Open
Hong Kong Tennis Open — розділений жіночий і чоловічий тенісний турнір. Жіночий турнір, проведення якого в Гонконзі відновлено з 2014 року, має статус турніру WTA 250 і відбувається на початку жовтня. Спонсором турніру є фірма Prudential Hong Kong. 
Чоловічий турнір відновлено 2024 року в категорії ATP 250 і відбувається на початку січня, спонсором є Bank of China (Hong Kong). 

## Результати

### Жінки. Одиночний розряд
| Рік       | Чемпіонка              | Фіналістка          | Рахунок            |
| --------- | ---------------------- | ------------------- | ------------------ |
| 1980      | Венді Тернбулл         | Марсі Луї           | 6–0, 6–2           |
| 1981      | Венді Тернбулл (2)     | Сабіна Сіммондз     | 6–3, 6–4           |
| 1982      | Кетрін Джекселл        | Алісія Мултон       | 6–3, 7–5           |
| 1983–1992 | не проводився          | не проводився       | не проводився      |
| 1993      | Ван Шітін              | Маріанн Вітмеєр     | 6–4, 3–6, 7–5      |
| 1994–2013 | не проводився          | не проводився       | не проводився      |
| 2014      | Сабіне Лісіцкі         | Кароліна Плішкова   | 7–5, 6–3           |
| 2015      | Єлена Янкович          | Анджелік Кербер     | 3–6, 7–6(7–4), 6–1 |
| 2016      | Каролін Возняцкі       | Крістіна Младенович | 6–1, 6–7(4–7), 6–2 |
| 2017      | Анастасія Павлюченкова | Дарія Гаврилова     | 5–7, 6–3, 7–6(7–3) |
| 2018      | Даяна Ястремська       | Ван Цян             | 6–2, 6–1           |
| 2019–2022 | не проводився          | не проводився       | не проводився      |
| 2023      | Лейла Фернандес        | Катержина Сінякова  | 3–6, 6–4, 6–4      |
| 2024      | Діана Шнайдер          | Кеті Бултер         | 6–1, 6–2           |

### Жінки. Парний розряд
| Рік       | Чемпіонки                           | Фіналістки                               | Рахунок            |
| --------- | ----------------------------------- | ---------------------------------------- | ------------------ |
| 1980      | Венді Тернбулл Шерон Волш           | Сілвана Урроз Пенні Джонсон              | 6–1, 6–2           |
| 1981      | Енн Кійомура Шерон Волш (2)         | Енн Гоббс Сюзан Лео                      | 6–3, 6–4           |
| 1982      | Алісія Мултон Лора Дюпон            | Івонне Вермак Дженніфер Мандел-Рейнболд  | 6–2, 4–6, 7–5      |
| 1983–1992 | не проводився                       | не проводився                            | не проводився      |
| 1993      | Карін Кшвендт Рейчел Маккіллан      | Деббі Грем Маріанн Вітмеєр               | 1–6, 7–6(7–4), 6–2 |
| 1994–2013 | не проводився                       | не проводився                            | не проводився      |
| 2014      | Кароліна Плішкова Крістина Плішкова | Патрісія Майр-Ахляйтнер Аріна Родіонова  | 6–2, 2–6, [12–10]  |
| 2015      | Алізе Корне Ярослава Шведова        | Лара Арруабаррена Андрея Клепач          | 7–5, 6–4           |
| 2016      | Чжань Хаоцін Чжань Юнжань           | Наомі Броді Гезер Вотсон                 | 6–3, 6–1           |
| 2017      | Чжань Хаоцін Чжань Юнжань           | Люй Цзяцзін Ван Цян                      | 6–1, 6–1           |
| 2018      | Саманта Стосур Чжан Шуай            | Аояма Сюко Лідія Морозова                | 6–4, 6–4           |
| 2019–2022 | не проводився                       | не проводився                            | не проводився      |
| 2023      | Тан Цяньхуей Цао Чяї                | Оксана Калашникова · Олександра Саснович | 7–5, 1–6, [11–9]   |
| 2024      | Ульрікке Ейкері Макото Ніномія      | Сюко Аояма Ері Ходзумі                   | 6–4, 4–6, [11–9]   |

### Чоловіки. Одиночний розряд
| Рік     | Чемпіон                | Фіналіст               | Рахунок                 |
| ------- | ---------------------- | ---------------------- | ----------------------- |
| 1973    | Род Лейвер             | Чарлі Пасарелл         | 6–3, 3–6, 6–2, 6–2      |
| 1974    | не завершено через дощ | не завершено через дощ | не завершено через дощ  |
| 1975    | Том Горман             | Сенді Маєр             | 6–3, 6–1, 6–1           |
| 1976    | Кен Роузволл           | Іліє Настасе           | 1–6, 6–4, 7–6, 6–0      |
| 1977    | Кен Роузволл           | Том Горман             | 6–3, 5–7, 6–4, 6–4      |
| 1978    | Еліот Телчер           | Пат Дю Пре             | 6–4, 6–3, 6–2           |
| 1979    | Джиммі Коннорс         | Пат Дю Пре             | 7–5, 6–3, 6–1           |
| 1980    | Іван Лендл             | Браян Тічер            | 5–7, 7–6, 6–3           |
| 1981    | Вен Вініцкі            | Марк Едмондсон         | 6–4, 6–7, 6–4           |
| 1982    | Пат Дю Пре             | Морріс Скіп Строде     | 6–3, 6–3                |
| 1983    | Воллі Мазур            | Семмі Джаммалва        | 6–1, 6–1                |
| 1984    | Андрес Гомес           | Томаш Шмід             | 6–3, 6–2                |
| 1985    | Андрес Гомес           | Аарон Крікштайн        | 6–3, 6–3, 3–6, 6–4      |
| 1986    | Рамеш Крішнан          | Андрес Гомес           | 7–6, 6–0, 7–5           |
| 1987    | Еліот Телчер           | Джон Фіцджеральд       | 6–7, 3–6, 6–1, 6–2, 7–5 |
| 1988–89 | не проводився          | не проводився          | не проводився           |
| 1990    | Пет Кеш                | Алекс Антоніч          | 6–3, 6–4                |
| 1991    | Ріхард Крайчек         | Воллі Мазур            | 6–2, 3–6, 6–3           |
| 1992    | Джим Кур'є             | Майкл Чанг             | 7–5, 6–3                |
| 1993    | Піт Сампрас            | Джим Кур'є             | 6–3, 6–7(1–7), 7–6(7–2) |
| 1994    | Майкл Чанг             | Пет Рафтер             | 6–1, 6–3                |
| 1995    | Майкл Чанг             | Йонас Бйоркман         | 6–3, 6–1                |
| 1996    | Піт Сампрас            | Майкл Чанг             | 6–4, 3–6, 6–4           |
| 1997    | Майкл Чанг             | Пет Рафтер             | 6–3, 6–3                |
| 1998    | Кеннет Карлсен         | Байрон Блек            | 6–2, 6–0                |
| 1999    | Андре Агассі           | Борис Бекер            | 6–7(4–7), 6–4, 6–4      |
| 2000    | Ніколас Кіфер          | Марк Філіппуссіс       | 7–6(7–4), 2–6, 6–2      |
| 2001    | Марсело Ріос           | Райнер Схюттлер        | 7–6(7–3), 6–2           |
| 2002    | Хуан Карлос Ферреро    | Карлос Моя             | 6–3, 1–6, 7–6(7–4)      |
| 2003-23 | не проводився          | не проводився          | не проводився           |
| 2024    | Андрій Рубльов         | Еміль Русувуорі        | 6–4, 6–4                |
| 2025    | Александр Мюллер       | Нісікорі Кей           | 2–6, 6–1, 6–3           |

### Чоловіки. Парний розряд
| Рік     | Чемпіон                               | Фіналіст                         | Рахунок                |
| ------- | ------------------------------------- | -------------------------------- | ---------------------- |
| 1973    | Колін Діблі Род Лейвер                | Пол Геркен Браян Готтфрід        | 6–3, 5–7, 17–15        |
| 1974    | не завершено через дощ                | не завершено через дощ           | не завершено через дощ |
| 1975    | Том Оккер Кен Роузволл                | Боб Кармайкл Сенді Маєр          | 6–3, 6–4               |
| 1976    | Генк Пфлістер Бутч Волтс              | Ананд Амрітрадж Іліє Настасе     | 6–4, 6–2               |
| 1977    | Сід Болл Кім Ворвік                   | Марті Ріссен Роско Таннер        | 7–6, 6–3               |
| 1978    | Марк Едмондсон Джон Маркс             | Генк Пфлістер Бред Роу           | 5–7, 7–6, 6–1          |
| 1979    | Пат Дю Пре Роберт Лутц                | Стів Дентон Марк Терпін          | 6–3, 6–4               |
| 1980    | Пітер Флемінг Ферді Тейген            | Брюс Менсон Браян Тічер          | 7–5, 6–2               |
| 1981    | Кріс Данк Кріс Майотт                 | Марті Дейвіс Бред Друїтт         | 6–4, 7–6               |
| 1982    | ІЧарлз Базз Строуд Морріс Скіп Строде | Кім Ворвік Вен Вініцкі           | 6–4, 3–6, 6–2          |
| 1983    | Дрю Гітлін Крейг Міллер               | Семмі Джаммалва Стів Мейстер     | 6–2, 6–2               |
| 1984    | Кен Флек Роберт Сегусо                | Марк Едмондсон Пол Макнамі       | 6–7, 6–3, 7–5          |
| 1985    | Бред Друїтт Кім Ворвік                | Якоб Гласек Томаш Шмід           | 3–6, 6–4, 6–2          |
| 1986    | Майк Де Палмер Гері Доннеллі          | Пет Кеш Марк Крацманн            | 7–6, 6–7, 7–5          |
| 1987    | Марк Крацманн Джим П'ю                | Марті Дейвіс Бред Друїтт         | 6–7, 6–4, 6–2          |
| 1988–89 | не проводився                         | не проводився                    | не проводився          |
| 1990    | Пет Кеш Воллі Мазур                   | Кевін Каррен Джої Райв           | 6–3, 6–3               |
| 1991    | Патрік Гелбрайт Тодд Вітскен          | Гленн Мічібата Роберт Ван'т Гоф  | 6–2, 6–4               |
| 1992    | Бред Гірберт Джим Грабб               | Байрон Блек Байрон Телбот        | 6–2, 6–1               |
| 1993    | Девід Вітон Тодд Вудбрідж             | Сендон Столл Джейсон Столтенберг | 6–1, 6–3               |
| 1994    | Джим Грабб Бретт Стівен               | Йонас Бйоркман Пет Рафтер        | W/O                    |
| 1995    | Томмі Хо Марк Філіппуссіс             | Якоб Гласек Патрік Макінрой      | 6–1, 6–7, 7–6          |
| 1996    | Патрік Гелбрайт Андрій Ольховський    | Кент Кіннієр Дейв Рендолл        | 6–3, 6–7, 7–6          |
| 1997    | Мартін Дамм Даніель Вацек             | Карстен Брасх Джефф Таранго      | 6–3, 6–4               |
| 1998    | Байрон Блек Алекс О'Браєн             | Невілл Годвін Туомас Кетола      | 7–5, 6–1               |
| 1999    | Джеймс Грінгал Грант Сілкок           | Андре Агассі Девід Вітон         | W/O                    |
| 2000    | Вейн Блек Кевін Улльєтт               | Домінік Грбати Давід Пріносіл    | 6–1, 6–2               |
| 2001    | Карстен Брасх Андре Са                | Петер Лукса Радек Штепанек       | 6–0, 7–5               |
| 2002    | Ян-Міхаель Гамбілль Грейдон Олівер    | Вейн Артурс Ендрю Крацманн       | 6–7, 6–4, 7–6          |
| 2003-23 | не проводився                         | не проводився                    | не проводився          |
| 2024    | Марсело Аревало Мате Павич            | Сандер Жіє Йоран Вліґен          | 7–6(7–3), 6–4          |
| 2025    | Сандер Арендс Люк Джонсон             | Карен Хачанов Андрій Рубльов     | 7–5, 4–6, [10–7]       |